# Musse Pigg på varieté
Musse Pigg på varieté (originaltiel: Orphans' Benefit) är en amerikansk animerad kortfilm med Kalle Anka från 1941.

## Handling
Musse Pigg och hans vänner sätter upp en revy för föräldralösa barn. Bland de som uppträder är Kalle Anka.

## Om filmen
Filmen är den 114:e Musse Pigg-kortfilmen som producerades och den femte som lanserades år 1941.
Filmen är en uppdatering av den tidigare kortfilmen i Musse Pigg-serien, Kalle Anka som skådespelare från 1934, som på engelska också hette Orphan's Benefit.
Filmen hade världspremiär i USA den 22 augusti 1941, och i Sverige hade filmen premiär den 10 augusti 1942 på biografen Spegeln i Stockholm och lanserades som barntillåten.
Filmen finns sedan 1997 dubbad till svenska.

## Rollista
| Roll        | Originalröst  | Svensk röst     |
| Musse Pigg  | Walt Disney   | Anders Öjebo    |
| Kalle Anka  | Clarence Nash | Andreas Nilsson |
| Klara Kluck | Florence Gill | ingen röst      |